# Xenophysa boursini
Xenophysa boursini là một loài bướm đêm trong họ Noctuidae.